# Света Петка и света Неделя
„Света Петка и света Неделя“ (на македонска литературна норма: „Света Петка и Света Недела“) е православна църква в град Тетово, Северна Македония. Част е Четвърта тетовска парохия, Тетовското архиерейско наместничество на Тетовско-Гостиварската епархия на Македонската православна църква – Охридска архиепископия.
Църквата е разположена в стария дял на Тетово, в махалата Колтук. Намира се в двора на храма „Свети Никола“, до паметника на разстреляните тетовци от 1944 година. Изградена е със средства на православните вярващи от града. Темелният камък е осветен на 26 ноември 2000 година. При изкопаването на основите са открити остатъци от църква от XIV век с размери 3 на 2 метра. Църквата е посветена на две светици, тъй като в Тетово нямало църква, посветена на света Неделя, а старият храм бил посветен на света Петка. Поради военните действия в Тетово в 2001 г., строежът е спрян, но 2007 година напълно е завършен и църквата е осветена.